# Posselt-Diagramm

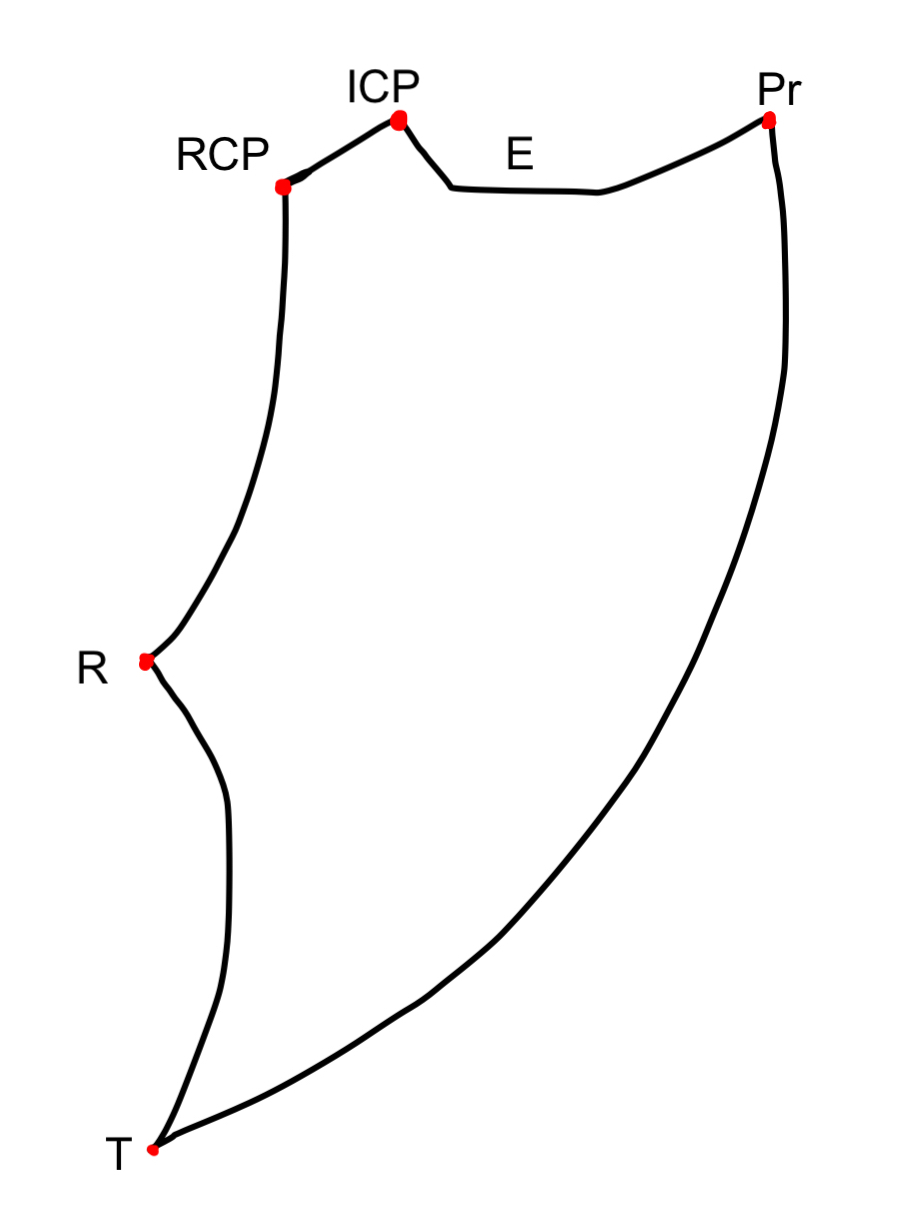
Posselt-Diagramm:
RCP = Retrudierte Kontaktposition
ICP = Maximale Interkuspidation
E = Protrusive Schneidezahnführung
Pr = Lage des Unterkiefers in der protrudiertesten Position
T = Maximale Mundöffnung
R = Öffnungsbewegung durch reine Rotation

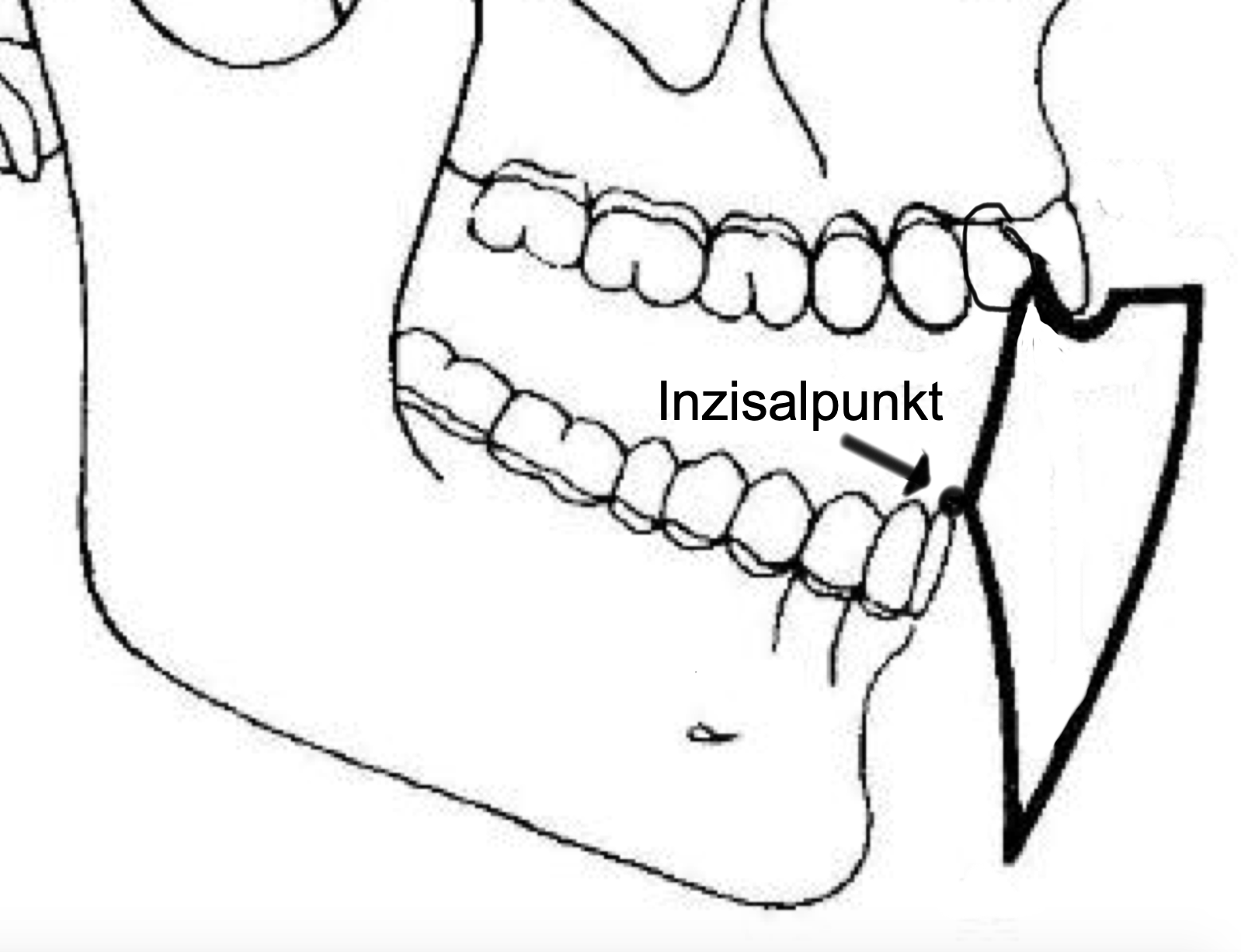
Grenzbewegungen des Unterkiefers mit Posselt-Diagramm

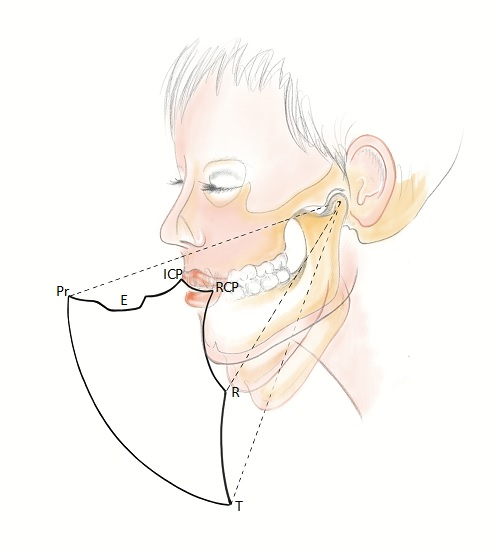
Posselt-Diagramm schädelbezogen

Das Posselt-Diagramm (englisch Posselt’s Envelope of Motion) zeigt die Grenzbewegungen des Inzisalpunktes des Unterkiefers in der Sagittalebene. Die Bewegungsmöglichkeiten des Unterkiefers können nur innerhalb bestimmter räumlicher Grenzen ablaufen, die von der Anatomie der Kiefergelenke, der Morphologie der Zahnreihen, den viskoelastischen Eigenschaften der Muskeln, der Gelenkbänder und der Haut bestimmt werden.

## Grenzpositionen des Posselt-Diagramms
Aus der dem Patienten eigenen Okklusionsposition kann der Unterkiefer aktiv nach vorne bewegt werden. Er gleitet dabei mit den inzisalen Kanten der unteren Schneidezähne an den palatinalen Führungsflachen der oberen Frontzähne in die Schneidekantenstellung der Frontzähne.
Durch weitere Kontraktion der Kaumuskulatur kann der Unterkiefer in die größtmögliche Vorschubposition bewegt werden, die maximale Protrusion.
Aus der habituellen Interkuspidation lässt sich der Unterkiefer bei den meisten Menschen noch geringfügig nach rückwärts verlagern. Dabei gleitet der Unterkiefer in die retrale Kontaktposition, die auch terminale Scharnierachsenposition genannt wird.
Aus dieser Grenzposition kann der Unterkiefer bis zu einem Schneidekantenabstand von etwa 25 Millimetern reine Rotations- oder Scharnierbewegungen ausführen.
Wird der Unterkiefer über die terminale Scharnierachsenposition hinaus geöffnet, dann setzt durch Zug der nach vorne gerichteten Kaumuskulatur eine Gleitbewegung der Kondylen ein.
Die Öffnungsbewegung endet an der Position der maximalen Mundöffnung.
Die Grenzbewegungen betragen für die
- Protrusion (Vorschubbewegung) 7–10 mm
- Öffnung 40–60 mm
- Laterotrusion (Seitwärtsbewegung) 10–15 mm
- Retrusion (Rückschub) 0–2,2 mm.

## Bezeichnung
Das Posselt-Diagramm ist nach dem schwedischen Zahnarzt Ulf Posselt (1914–1966) benannt. Er war in der Abteilung Prothetik im Karolinska Institutet, Royal Dental College, Stockholm, im anatomischen Institut der Lunds universitet und in der Röntgendiagnostikabteilung der State Dental School, Malmö, tätig.